# كاية

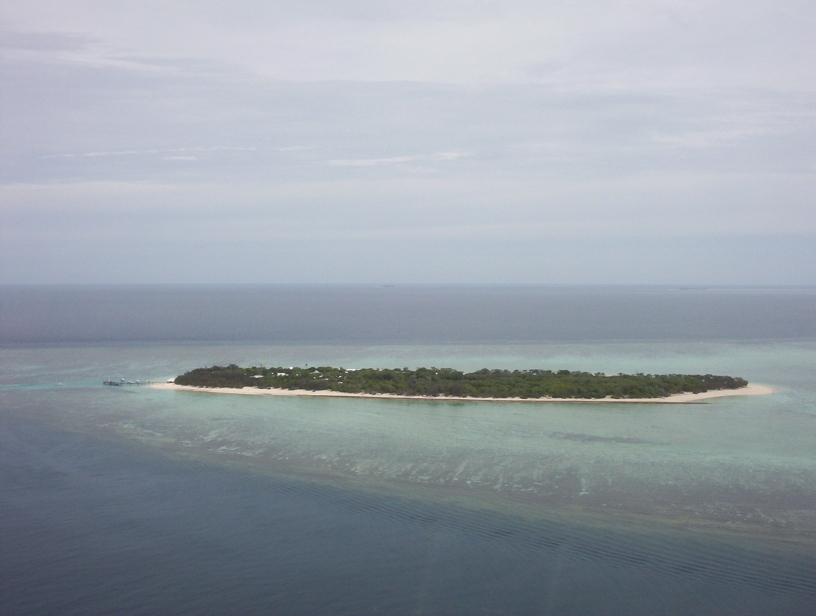
جزيرة هيرون في أستراليا

الكاية هي جزيرة رملية صغيرة منخفضة الارتفاع على سطح الشعاب المرجانية. توجد الجزر الصغيرة في البيئات الاستوائية في جميع أنحاء المحيط الهادئ والأطلسي والمحيط الهندي بما في ذلك منطقة البحر الكاريبي وعلى الحيد المرجاني العظيم وحاجز بليز المرجاني.